# Masłowice (gmina)
Pour les articles homonymes, voir Masłowice.
Masłowice est une gmina (commune) rurale (gmina wiejska) du powiat de Radomsko, dans la Voïvodie de Łódź, dans le centre de la Pologne.
Son siège administratif (chef-lieu) est le village de Masłowice, qui se situe environ 24 kilomètres (km) à l'est de Radomsko (siège du powiat) et 79 kilomètres au sud de la capitale régionale Łódź (capitale de la voïvodie).
La gmina couvre une superficie de 116,2 km2 pour une population de 4 369 habitants en 2006.

## Géographie
La gmina inclut les villages de:
- Bartodzieje
- Borki
- Chełmo
- Granice
- Huta Przerębska
- Jaskółki
- Kalinki
- Kawęczyn
- Koconia
- Kolonia Przerąb
- Korytno
- Kraszewice
- Krery
- Łączkowice
- Masłowice
- Ochotnik
- Przerąb
- Strzelce Małe
- Tworowice
- Wola Przerębska

### Gminy voisines

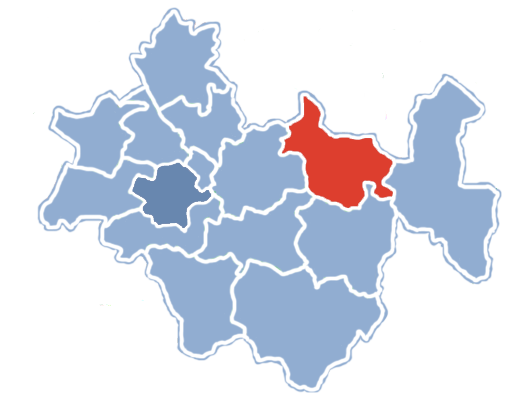
Position de la gmina dans le powiat

La gmina de Masłowice est voisine des gminy de:
- Gorzkowice
- Kobiele Wielkie
- Kodrąb
- Łęki Szlacheckie
- Przedbórz
- Ręczno
- Wielgomłyny.

## Administration
De 1975 à 1998, la gmina était attachée administrativement à l'ancienne voïvodie de Piotrków.

Depuis 1999, elle fait partie de la nouvelle voïvodie de Łódź.

## Structure du terrain
D'après les données de 2002, la superficie de la commune de Masłowice est de 116,2 kilomètres carrés, répartis comme telle :
- terres agricoles : 72 %
- forêts : 16 %

La commune représente 8,05 % de la superficie du powiat.

## Démographie
Données du 30 juin 2010 :
| Description        | Total  | Total | Femmes | Femmes | Hommes | Hommes |
| ------------------ | ------ | ----- | ------ | ------ | ------ | ------ |
| Unité              | Nombre | %     | Nombre | %      | Nombre | %      |
| Population         | 4 260  | 100   | 2 151  | 50,5   | 2 109  | 49,5   |
| Densité (hab./km²) | 37     | 37    | 19     | 19     | 18     | 18     |